# Кармен (остров)
Кармен (исп. Isla del Carmen) — остров в Мексике, штат Кампече, муниципалитет Кармен. На нём расположен административный центр муниципалитета Кармен — город Сьюдад-дель-Кармен.

## География
Расположен в Мексиканском заливе. Площадь острова 153 км², длина 36 км, ширина в самом большом месте 7,5 км.

## Транспорт
По острову проложена федеральная автодорога 180, соединяющая города Вильяэрмоса и Сан-Франсиско-де-Кампече. На острове также расположен международный аэропорт, что позволяет добраться туда, не только по воде или по мостам, но и по воздуху.